# Malbouhans
Malbouhans település Franciaországban, Haute-Saône megyében. Lakosainak száma 333 fő (2022. január 1.). Malbouhans Saint-Barthélemy, La Côte, La Neuvelle-lès-Lure és Ronchamp községekkel határos.

## Népesség
A település népességének változása:
| Lakosok száma | 371  | 360  | 350  | 335  | 330  | 327  | 326  | 330  | 333  |
|               | 2013 | 2015 | 2016 | 2017 | 2018 | 2019 | 2020 | 2021 | 2022 |